# Peter Hielm
Peter Hielm, född 1709 i Dädesjö socken, död 7 november 1763 i Agunnaryds socken, var en svensk kyrkoherde i Agunnaryds församling.

## Biografi
Peter Hielm föddes 1709 i Dädesjö socken. Han var son till kyrkoherden Andreas Hielm och Brita Holmingia. Hielm blev 1729 student vid Uppsala universitet och 1733 vid Lunds universitet. Han dispituerade 1735, 1737 och 1741. Hielm tog magistern 1738 och prästvigdes 1739. Samma år blev han kollega i Växjö. Hielm utnämndes 1743 till kyrkoherde i Agunnaryds församling och tillträdde 1747. Han var respondent vid prästmötet 1753 och opponent 1757. Hielm avled 7 november 1763 i Agunnaryds socken.
Hielm gifte sig 29 oktober 1747 med Beata Elisabeth Uneer (född 1728). Hon var dotter till löjtnanten Samuel Anders Uneer i Diö socken. De fick tillsammans barnen Andreas (1748–1748), Samuel Adolf (född 1750), Johan Gustaf (född 1751), Margareta Beata (född 1753), Peter Erik (född 1754), Carl Adam (född 1756), Anders Vilhelm (född 1757), Emerentia Sophia (1759–1846), Brita Charlotta (född 1762), Olof Georg (1763–1831).
Som minne efter honom när han lämnade Växjö skola skrivs: "riset älskade han högeligen, klådde pojkarna, till allas glädje flyttade han sin väg".